# James Purefoy
James Brian Mark Purefoy (Taunton, 3 giugno 1964) è un attore britannico.

## Biografia
All'età di 16 anni abbandonò la scuola inglese di Taunton nel Somerset. Iniziò subito a lavorare, come stalliere di un allevamento di maiali e successivamente come portantino. Decise, poi, di tornare a scuola ed ottenne il diploma. Dopo alcuni anni riuscì a farsi ammettere al Central School of Speech and Drama. Da lì cominciò la sua carriera da attore. Dopo alcuni ruoli in film come Il destino di un cavaliere (2001), Resident Evil (2002) e La fiera delle vanità (2004), nel 2005 viene ingaggiato per interpretare la parte di V, protagonista del film V per Vendetta, prodotta dalle sorelle Wachowski e basata sulla graphic novel di Alan Moore, ma l'attore decide di abbandonare la pellicola perché non si sentiva a suo agio a dover interpretare un personaggio sempre mascherato. Tra marzo e giugno 2011 ha interpretato Peter in Flare Path di Trevor Nunn al Theatre Royal di Haymarket, al fianco di Sheridan Smith e Sienna Miller, per celebrare il centenario del drammaturgo Terence Rattigan. Si fece notare nel film Camere e corridoi, ma fu la serie televisiva Roma a dargli lo slancio per il successo. Nel 2020, Purefoy si è unito al cast della seconda stagione della serie televisiva del prequel di V for Vendetta e Gotham Pennyworth in un ruolo principale, interpretando il capitano Gulliver "Gully" Troy, ex capitano SAS e leader di una ciurma di criminali composta da ex soldati, che diventerà il super-soldato Captain Blighty nella terza stagione del 2022. Nel 2022 è uno dei protagonisti della serie televisiva Maria Antonietta.

## Vita privata
Dal 1996 al 2002 Purefoy è stato sposato con l'attrice Holly Aird, da cui ha avuto un figlio, Joseph, nato nel 1997. Dopo il divorzio, dal 2004 l'attore ha ora una relazione con la produttrice televisiva Jessica Adams, da cui ha avuto una figlia, Rose, nata nell'ottobre 2012. È tifoso dello Yeovil Town Football Club.

## Filmografia

### Cinema
- Festa di luglio (Feast of July), regia di Christopher Menaul (1995)
- Camere e corridoi (Bedrooms and Hallways), regia di Rose Troche (1998)
- Il giorno del matrimonio (Jilting Joe), regia di Dan Zeff (1998)
- Mansfield Park, regia di Patricia Rozema (1999)
- Maybe Baby, regia di Ben Elton (2000)
- Domani, regia di Francesca Archibugi (2001)
- Il destino di un cavaliere (A Knight's Tale), regia di Brian Helgeland (2001)
- Resident Evil, regia di Paul W.S. Anderson (2002)
- Blessed - Il seme del male (Blessed), regia di Simon Fellows (2004)
- Goose! Un'oca in fuga (Goose on the Loose), regia di Nicholas Kendall (2006)
- George and the Dragon, regia di Tom Reeve (2004)
- La fiera delle vanità (Vanity Fair), regia di Mira Nair (2004)
- Solomon Kane, regia di Michael J. Bassett (2009)
- Ironclad, regia di Jonathan English (2011)
- John Carter, regia di Andrew Stanton (2012)
- Wicked Blood, regia di Mark Young (2014)
- High-Rise - La rivolta (High-Rise), regia di Ben Wheatley (2015)
- Momentum, regia di Stephen Campanelli (2015)
- Equity, regia di M. Menon (2016)
- Churchill, regia di Jonathan Teplitzky (2017)
- Interlude in Prague, regia di John Stephenson (2017)
- Fisherman's Friends, regia di Chris Foggin (2019)

### Televisione
- Coasting – serie TV, 7 episodi (1990)
- Le avventure di Sherlock Holmes (The Adventures of Sherlock Holmes) – serie TV, episodio 3x04 (1991)
- Roma (Rome) – serie TV, 22 episodi (2005-2007)
- The Summit – miniserie TV, 2 puntate (2008)
- The Philantropist – serie TV, 8 episodi (2009)
- Camelot – serie TV, episodi 1x01-1x02-1x04 (2011)
- Injustice – miniserie TV, 5 puntate (2011)
- Rev. – serie TV, episodio 2x06 (2011)
- Revenge – serie TV, episodi 1x17-1x18 (2012)
- Episodes – serie TV, 4 episodi (2012)
- The Hollow Crown – miniserie TV, 1 puntata (2012)
- The Following – serie TV, 39 episodi (2013-2015)
- Radici (Roots) – miniserie TV, 2 puntate (2016)
- Hap and Leonard – serie TV, 18 episodi (2016-2018)
- Trollhunters (Trollhunters: Tales of Arcadia) – serie TV (2016-2018)
- 3 in mezzo a noi: I racconti di Arcadia (3Below: Tales of Arcadia) – serie TV, 2 episodi (2018-2019)
- Altered Carbon – serie TV, 9 episodi (2018)
- Sex Education – serie TV, 5 episodi (2019-2020)
- El Candidato – serie TV, 10 episodi (2020)
- No Man's Land – serie TV, 8 episodi (2020)
- Pennyworth – serie TV, 11 episodi (2020-2022)
- A Discovery of Witches - Il manoscritto delle streghe (A Discovery of Witches) – serie TV, 4 episodi (2021-2022)
- Maria Antonietta (Marie Antoinette) – serie TV, 4 episodi (2022)
- Mr. Monk's Last Case: A Monk Movie, regia di Randall Zisk – film TV (2023)
- The Veil – miniserie TV, 5 puntate (2024)

### Videoclip
- Dangerous – David Guetta (2014)

## Doppiatori italiani
Nelle versioni in italiano delle opere in cui ha recitato, James Purefoy è stato doppiato da:
- Massimo Rossi in Camere e corridoi, The Following, Momentum, Radici, Equity, Pennyworth, Mr. Monk's Last Case: A Monk Movie
- Francesco Prando ne Il sindaco di Casterbridge, Solomon Kane, Ironclad, Altered Carbon, The Recruit
- Vittorio De Angelis in Jilting Joe, Mansfield Park, Don Chisciotte, La fiera della vanità
- Tony Sansone in Blessed - Il seme del male, George and the Dragon, Goose! Un'oca in fuga
- Fabio Boccanera in Diamonds, A Discovery of Witches - Il manoscritto delle streghe, The Veil
- Gaetano Varcasia in John Carter, Revenge
- Pasquale Anselmo in Camelot, Hap and Leonard
- Alessandro D'Errico in The Philanthropist
- Loris Loddi in Roma (st. 1)
- Francesco Bulckaen in Roma (st. 2)
- Riccardo Niseem Onorato in Le avventure di Sherlock Holmes
- Riccardo Rossi in Resident Evil
- Massimiliano Virgilii ne Il destino di un cavaliere
- Luca Ward in Maybe Baby
- Riccardo Lombardo in Bad Blood -Debito di sangue
- Alberto Bognanni in High-Rise - La rivolta
- Sandro Acerbo in Sex Education
- Stefano De Sando in Maria Antonietta

Da doppiatore è sostituito da:
- Fabrizio Pucci in Trollhunters: I racconti di Arcadia (ep. 1x02+), 3 in mezzo a noi